# Carl Holst
Pour les articles homonymes, voir Holst (homonymie).
Carl Holst, né le 29 avril 1970 à Rødding (Danemark), est un homme politique danois, membre du parti Venstre. Il est ministre de la Défense et de la Coopération nordique de juin 2015 à septembre 2015.

## Biographie
Carl Holst est engagé au sien du parti Venstre, dont il dirige la section de jeunesse de 1993 à 1995.
De 1994 à 2006, il est élu au conseil de l'amter du Jutland du Sud, dont il est le bourgmestre à partir de 2000.
En avril 2004, il est nommé président de Team Danmark (da), l'organisation chargée du sport de haut niveau au Danemark. Il occupe cette fonction jusqu'en mai 2012.
Après la réforme territoriale qui supprime les amters pour créer cinq régions à compter du 1er janvier 2007, il devient président de la nouvelle région du Danemark du Sud.
Il se présente aux élections législatives de 2015 et annonce quelques jours avant le scrutin qu'il quittera la présidence du conseil régional, soit directement après le scrutin s'il est élu, soit lors des prochaines élections régionales. Il est élu au Folketing le 18 juin. Le 30 juin, il est nommé ministre de la Défense et de la Coopération nordique dans le gouvernement de Lars Løkke Rasmussen.
Son mandat au ministère de la Défense est marqué par de nombreuses controverses. Il est d'abord révélé en juillet 2015 qu'il perçoit une indemnité de départ de la présidence de la région Danemark du Sud, équivalente à un an de salaire. En août, la durée de ses vacances d'été fait l'objet de critiques des employés du ministère. Le même mois, il est publiquement critiqué par le Premier ministre Lars Løkke Rasmussen pour avoir remis en cause les raisons de la participation danoise à la guerre en Iraq.
En septembre, il est mis en cause pour une mauvaise utilisation de fonds publics régionaux. Il est en effet révélé ququ'un conseiller employé par la région avait travaillé pour la campagne législative de Host lors des élections de juin. Par ailleurs, le quotidien B.T. révèle qu'il a engagé avec des fonds régionaux un consultant pour la rédaction de discours sans lien avec son mandat en 2012 et 2013. Face à la controverse, il annonce sa démission du gouvernement le 29 septembre.
Un mois après son départ du gouvernement, il devient porte-parole de son parti au Folketing sur les questions ecclésiastiques. En mars 2016, il devient également porte-parole pour les affaires sociales.
Le 31 mars 2017, le ministère public décide après plus d'un an d'enquête de ne pas lancer de poursuites pénales contre Carl Holst pour son utilisation des fonds régionaux. Le même jour, la présidente du conseil régional Stephanie Lose, annonce renoncer aux poursuites civiles visant à obtenir le remboursement des sommes en question. Quelques jours après ces décisions, il reçoit le soutien de son parti en vue des prochaines élections législatives.
En août 2018, il annonce qu'il ne sera pas candidat à sa réélection au Folketing lors des prochaines élections législatives et quittera la vie politique.